# Nick Beggs
Nicholas Beggs (15 de diciembre de 1961) es un bajista e intérprete de chapman stick británico. Es más conocido como miembro de Kajagoogoo y anteriormente de Iona y Ellis, Beggs, & Howard. Como músico de sesión, ha compuesto y realizado giras para múltiples artistas, entre los que realzan Steven Wilson y Steve Hackett.

## Trayectoria
Desde 1987 colabora esporádicamente con la cantante de pop británica Kim Wilde. En 1999 se embarcó en la gira mundial del exbajista y tecladista de Led Zeppelin, John Paul Jones, y tocó el chapman stick en su segundo álbum en solitario, The Thunderthief de 2001.

Conoció a Steven Wilson a través de Steve Hackett en el High Voltage Festival, tras lo cual colaboró en Grace for Drowning y todos sus álbumes posteriores. En 2012 cofundó el supergrupo Lifesigns, junto a antiguos miembros de Greenslade, Cardiacs y Cutting Crew, y participó en su primer álbum, pero en 2014 los abandonó debido a sus compromisos con Hackett y Wilson. En 2014 comenzó el proyecto The Mute Gods junto a Roger King, tecladista y guitarrista que conoció en la banda de Hackett en 2009, y el baterista Marco Minnemann, con quién comparte las giras de Wilson desde 2012. 
En 2010, Beggs grabó el bajo y el stick en el álbum Piano Car de Stefano Ianne junto con Trilok Gurtu y John De Leo e hizo una tournee de seis fechas ingresando al Stefano Ianne Project con Terl Bryant, Ricky Portera y Mario Marzi. El 22 de enero de 2016 lanzaron Do Nothing Till You Hear from Me bajo el sello InsideOut Music.
En 2014 entró a formar parte del grupo belga de rock progresivo Fish on Friday, con quienes ha sacado los álbumes Godspeed (2014), Quiet Life (2017, Black Rain (2020) y el más reciente, 8mm (2023).

## Vida personal
Cuando tenía 10 años su padre abandonó a su familia y a los 17 años su madre falleció, dejándolo a cargo de su hermana de 15 años. Realizó cursos para ser ilustrador y en su juventud planeó dedicarse a eso. A día de hoy ha publicado distintas historietas. Entre 1993 y 1994, Beggs trabajó como A&R en Phonogram Records.
Nick Beggs fue pescetariano por un tiempo y actualmente es vegetariano debido a su rechazo a la industria ganadera.

## Discografía
| Con Kajagoogoo - 1983 - White Feathers - 1984 – Islands - 1985 – Crazy Peoples Right to Speak - 2008 – Gone to the Moon Con Kim Wilde - 1995 - Now & Forever Con John Paul Jones - 2001 - The Thunderthief | Con Steve Hackett - 2009 - Out of the Tunnel's Mouth - 2011 - Beyond the Shrouded Horizon - 2012 - Genesis Revisited II - 2015 - Wolflight Con Steven Wilson - 2011 - Grace for Drowning - 2013 - The Raven that Refused to Sing (and other stories) - 2015 - Hand.Cannot.Erase - 2016 - 4 ½ Con Stefano Ianne - 2010 - Piano Car |